# 雅各布斯·卡普坦

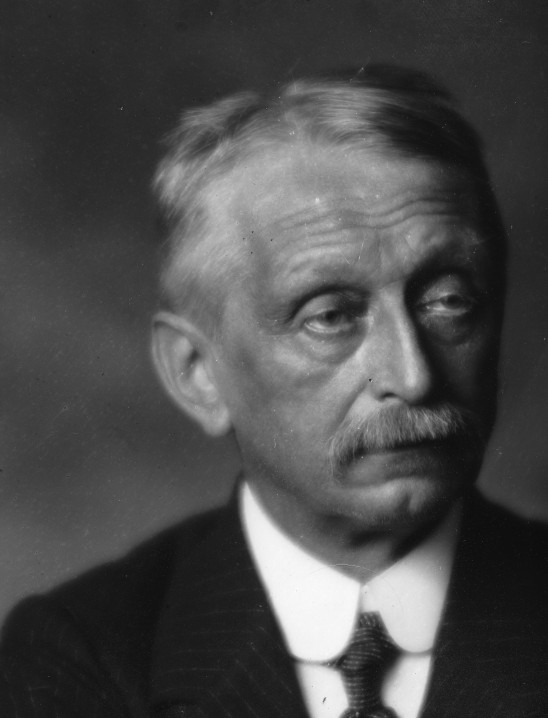
荷兰天文学家雅各布斯·卡普坦

雅各布斯·科尔内留斯·卡普坦（荷蘭語：Jacobus Cornelius Kapteyn，1851年1月19日—1922年6月18日），荷兰天文学家。

## 生平
卡普坦1851年出生于荷兰的巴讷费尔德，1868年进入乌特勒支大学学习数学和物理，1875年获得物理学博士学位，随后前往莱顿天文台工作。1878年，卡普坦成为荷兰格罗宁根大学的天文学教授，直到1921年退休。
1896年到1900年期间，卡普坦研究了英国科学家大卫·吉尔（David Gill）在南非拍摄的照片，于1900年发表了第一份专门针对南天的照相星表——好望角照相星表（CPD），刊载了南天极周围19度范围内的454,875颗恒星。这份星表是研究银河系结构的重要资料。1897年，卡普坦还发现了一颗自行很高的矮星，这颗星被命名为卡普坦星，是目前已知的具有第二高自行的恒星，仅次于巴纳德星。1904年，卡普坦提出了恒星的二流理论，认为全天的恒星大体上朝着两个方向流动。这个理论为瑞典天文学家林德布拉德和荷兰天文学家扬·奥尔特日后建立银河系自转的理论奠定了基础。1906年，卡普坦提议在天空中均匀、随机地选出206个区域（卡普坦选区），由世界各地的天文台分工协作进行恒星计数。这些工作开创了统计天文学的先河，促进了恒星天文学和星系动力学的发展，为人们了解银河系结构起到了巨大的推动作用。
根据恒星计数的结果，卡普坦建立了岛宇宙的模型，并且认为银河系是透镜状的，直径为55,000光年，厚11,000光年，太阳位于其中心附近，距离银心2,000光年。由于未考虑到星际消光的影响，他得到的银河系大小仅为现在所知的一半左右，但是比英国著名天文学家威廉·赫歇尔给出的结果大了9倍。人们把他建立的宇宙模型称为“卡普坦宇宙”。在他去世后，罗伯特·尤利乌斯·特朗普勒才由星际红化估计出与目前结构较为接近的银河系大小。
1922年，卡普坦在阿姆斯特丹去世。为纪念他，第818号小行星被命名为“卡普坦”，月球上一座环形山也以他的名字命名。
丹麥天文學家埃希纳·赫茨普龙是卡普坦的女婿。